# Platillos volantes (película de 2003)
Platillos volantes es una película española de 2003 que mezcla comedia y drama dirigida por Óscar Aibar.

## Argumento
La película comienza in medias res en Tarrasa, en 1972, cuando aparecen los cuerpos de dos obreros textiles decapitados en la vía del tren. Una extraña nota de suicidio se encontraba al lado de los cuerpos: según ellos, los extraterrestres les estaban esperando. Tras una investigación se descubre que los suicidas eran José (Ángel de Andrés López), un emigrante que trabaja como obrero en la planta textil y Juan (Jordi Vilches), un joven contable de la misma empresa. 
La película entonces retrocede para contarnos la historia  de Juan, un joven contable aficionado a la ufología. Su afición le lleva a ponerse en contacto con José, un obrero convencido de que los extraterrestres van a visitar la Tierra para llevarse con ellos a unos pocos elegidos. Juan llega a convencerse de que ha de mantenerse «puro» para la llegada de los alienígenas, hasta el punto de negarse a mantener relaciones sexuales con su novia María, en uno de los rarísimos momentos en los que ella se encuentra receptiva al tema. Tras unas cuantas experiencias tragicómicas con otros miembros de asociaciones ufológicas, la policía franquista, sospechosa de cualquier asociación, detiene a Jose y Juan para asegurarse de que no participan en ninguna actividad subversiva. Pronto queda claro que los detenidos no están haciendo nada que interese a los policías y quedan puestos en libertad. No obstante, el trato recibido en la comisaría —a pesar de que la violencia física que sufren es relativamente baja— termina de desequilibrar a los contactados, que deciden que la humanidad no está preparada para la llegada alienígena y que deben ser ellos los que vayan al encuentro de los extraterrestres mediante el método del suicidio.
La última escena de la película muestra a los protagonistas felices en un bosque de lo que parece ser otro planeta.

## Producción y rodaje
La película se basa en los suicidios de Tarrasa, ocurridos en 1972. El suceso consistió en la aparición de los cuerpos decapitados de Félix Rodríguez Montero y Juan Turú Vallés en la estación de Torrebonica, y al director le llamó la atención al ser un suceso prácticamente olvidado ocurrido a sólo 30 kilómetros de su casa. El guion, escrito con Jorge Guerricaechevarria, muestra la sociedad española de aquel entonces como un lugar apagado y apocalíptico, si bien es utilizado como un espejo del presente. El rodaje se inició el 3 de febrero de 2003, tuvo lugar en Barcelona y Tarrasa y se prolongó ocho semanas.

## Recepción
La crítica valoró positivamente las interpretaciones de los dos protagonistas, pero encontró fallida la trama y, especialmente, en el final.

## Formato casero
Salió a la venta en DVD en noviembre de 2004 que tiene como contenido extra el making-of, las filmografías y el tráiler. El DVD se encuentra descatalogado. El 10 de enero de 2007 volvió a ser puesto a la venta distribuido por 20th Century Fox.

## Reparto
| Actor/Actriz          | Personaje               |
| --------------------- | ----------------------- |
| Ángel de Andrés López | José                    |
| Jordi Vilches         | Juan                    |
| José Luis Adserías    | Amador                  |
| Àngels Poch           | Antonia                 |
| Macarena Gómez        | María                   |
| Berta Ojea            | Sra. Botifoll           |
| Juan Margallo         | Boris                   |
| Leo Bassi             | Sr. Karma               |
| Pere Ponce            | Individuo vigila 1      |
| Paco Hidalgo          | Individuo vigila 2      |
| Enrique Villén        | Ufólogo 1               |
| Jordi Banacolocha     | Pages                   |
| Manel Castillejos     | Prof. Marius            |
| Milena Montes         | Madre de Juan           |
| Pep Cortés            | Padre de Juan           |
| Craig Hill            | Director Coca Cola      |
| Josu Ormaetxe         | Subdirector             |
| Oriol Tramvia         | Empleado Coca Cola      |
| Albert Dueso          | Policía secreta 1       |
| Xavier Serrat         | Ramón                   |
| Carmen de Lirio       | Vecina                  |
| Benito Pocino         | Tipo inquieto           |
| Mario Arias           | Dependiente             |
| Jesús Berenguer       | Inspector               |
| Blai Llopis           | Oficinista 1            |
| Ferran Botifoll       | Oficinista 2            |
| Armando Aguirre       | Camarero bar            |
| Pepita Alguersuari    | Mujer                   |
| Concha Redondo        | Viejecita vaquería      |
| Francesca Piñón       | Vecina 2                |
| Iván Avilés           | Lluis                   |
| Sergi Ruiz            | Pep                     |
| Montse Soler          | Secretaria Coca Cola    |
| Ricardo Rovira        | Delineante              |
| Daniel Rodríguez      | Policía secreta 1       |
| Maribel Altés         | Sra. Ramona             |
| Ana María Solsona     | Sra. Julia              |
| Cristóbal Arino       | Tipo 4                  |
| Mercedes Ariza        | Cliente vaquería        |
| José Cazorla          | Sargento antidisturbios |
| Ángel de la Guarda    | Traductor               |
| Joe Forga             | Policía 1               |
| Pedro José Calvo      | Policía 2               |
| Ramón Ballester       | Policía 3               |
| Manel Valdé           | Policía 4               |
| Josep Ginestí         | Sereno                  |
| Saskia Giró           | Mujer bar               |
| Jordi Turró           | Engargado fábrica       |
| Josep Mota            | Oficinista 1            |
| Jordi Martínez        | Huelguista 1            |
| Enric Pla             | Obrero 2                |
| Quimet Pla            | Ufólogo 2               |
| Manel Ribes           | Sr. Botifoll            |
| Ángel Roldán          | Obrero 1                |
| Narcís Selva          | Empleado correos        |
| Víctor Suañes         | Camarero restaurante    |
| Artur Trias           | Psiquiatra              |
| Albert Trifol         | Don Mariano             |
| Mireia Xapel·lí       | Madre Amador            |
| Pere Abelló           | Sargento                |
| Flora Álvarez         | Puta 1                  |
| Inma Subirà           | Puta 2                  |
| Josep María Riera     |                         |
| Iker Jiménez          | Skeptical man           |
| Juan Antonio Martínez | Joven del bar           |
| Víctor Martínez       | Muchacho lascivo        |